# 波羅蜜恋華
「波羅蜜恋華」（はらみつれんげ）は、ALI PROJECTの31枚目のメジャーシングル。2015年10月21日にFlyingDogから発売された。

## 概要
前作「私の薔薇を喰みなさい」から2年3か月ぶりのリリースとなるシングル。販売形態は初回限定盤（VTZL-103）と通常盤（VTCL-35219）の2種類で、初回限定盤には「波羅蜜恋華」のPVのフルバージョンが収録されたDVDが付属する。
表題曲は、テレビアニメ『落第騎士の英雄譚』のエンディングテーマに起用された楽曲で、アニメサイドから「快恠奇奇」の様な女子目線を意識して制作された。PVは曲のイメージである赤を取り入れつつ、盆栽や着物など和の要素が取り入れられたものとなっている。
また、カップリング曲の「魂ノ代」は、宝野アリカが同人誌『Lolicate』で書いている「魂世（たまよ）」を基にした楽曲となっている。
波羅蜜恋華のイントロにはHOT MUSIC FACTORYのソフト音源『MOVIE THEMES: ACTION 2』より「02」が利用されている。
魂ノ代のBメロ、アウトロにBIG FISH AUDIO社のサンプル音源『ECLIPSE: AMBIENT GUITARS』より「kit 17」が利用されている。

## シングル収録内容
| 全作詞: 宝野アリカ、全作曲・編曲: 片倉三起也。 |                                |            |            |      |
| #                                              | タイトル                       | 作詞       | 作曲・編曲 | 時間 |
| 1.                                             | 「波羅蜜恋華」                 | 宝野アリカ | 片倉三起也 | 4:37 |
| 2.                                             | 「魂ノ代」                     | 宝野アリカ | 片倉三起也 | 4:51 |
| 3.                                             | 「波羅蜜恋華（Instrumental）」 | 宝野アリカ | 片倉三起也 | 4:37 |
| 4.                                             | 「魂ノ代（Instrumental）」     | 宝野アリカ | 片倉三起也 | 4:50 |
| 合計時間:                                      | 合計時間:                      | 18:56      |            |      |

| #  | タイトル                    | 作詞 | 作曲・編曲 |
| -- | --------------------------- | ---- | ---------- |
| 1. | 「波羅蜜恋華」(Music Video) |      |            |